# Parc national de la Serra da Capivara
Le parc national de la Serra da Capivara est un parc national situé dans l'État du Piauí, au Brésil. Le parc a été inscrit au patrimoine mondial de l'Unesco en 1991. Cette région est riche en sites préhistoriques pour lesquels des datations anciennes ont été proposées.

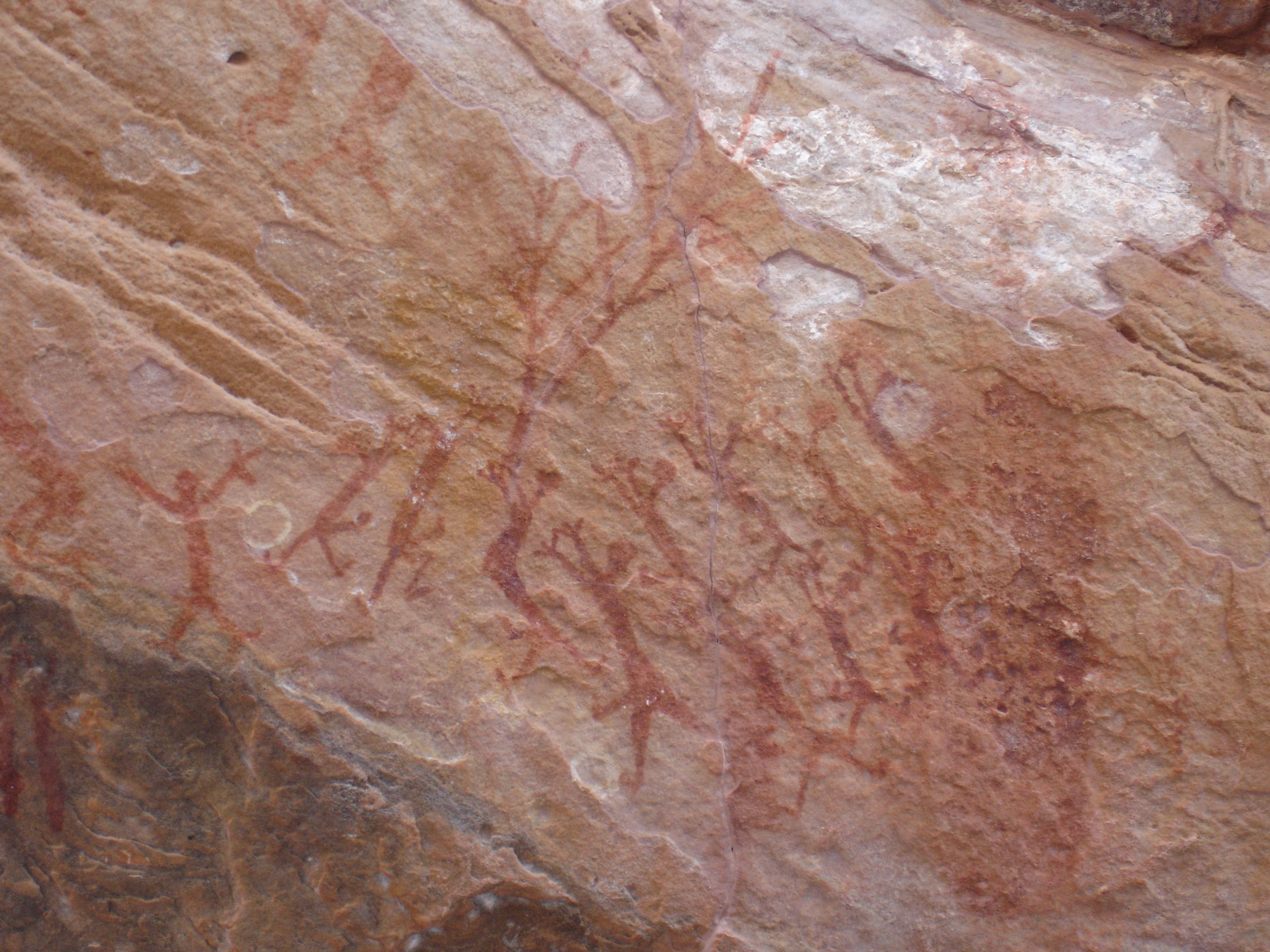
Rituel autour d'un arbre

## Description
Le parc national de la Serra da Capivara a été créé en 1979 dans le sud-est de l’État de Piauí, dans la région Nord-Est du Brésil. Il couvre une partie des municipalités de Brejo do Piauí, João Costa, Coronel José Dias et São Raimundo Nonato, sur une superficie de 129 140 ha, pour 214 km de circonférence.
Le parc est situé dans la zone de la caatinga brésilienne, qui se définit par la multiplicité des formations végétales typiques des régions semi-arides du nord-est du Brésil. Les espèces végétales de la région sont essentiellement caractérisées par la perte de leurs feuilles pendant la saison sèche de mai à septembre.
La région est à la charnière de deux grandes formations géologiques : le bassin sédimentaire du Maranhão-Piauí et la dépression périphérique du rio São Francisco. Elle se caractérise par une grande diversité de paysages et de végétation.
Le relief actuel s’est formé il y a quelque 250 millions d’années. La formation géologique la plus notable est celle de la Toca do Boqueirão da Pedra Furada, une ouverture de 15 m de diamètre dans un coteau de plus 60 m de haut (voir illustration).

## Préhistoire
On a découvert plus de 300 sites archéologiques dans le parc national de la Serra da Capivara, la majorité d’entre eux consistant en peintures ou gravures rupestres, dans des abris sous roche ou sur des parois de falaises. Plusieurs sites sont des gisements archéologiques ayant livré des artéfacts parfois très anciens.

### Gisements archéologiques
Les fouilles réalisées dans le parc, notamment sur le site de Pedra Furada et sur le site de la mission française du Piaui, ont permis de découvrir des artéfacts, outils, restes d’ustensiles de céramique et vestiges de sépultures. La datation de plusieurs sites remonte à au moins 40 000 ans avant le présent (AP).

#### Datations
Des prélèvements réalisés sur le site de Pedra Furada ont été envoyés en France en 1986 pour analyse du carbone 14 au Centre des faibles radioactivités du CNRS de Gif-sur-Yvette. Les analyses effectuées ont donné des dates différentes sur les charbons de bois exhumés selon les différents niveaux. La plus basse couche archéologique, dans l'abri sous roche de Pedra Furada, a donné des datations au radiocarbone s'étendant de 35 000 à 48 000 ans.
Un nouveau procédé ABOX-SC (acid-base-wet oxidation followed by stepped combustion), développé par Bird en 1999, a permis d'affiner les dates. Sept échantillons de charbon de bois provenant de différents foyers ont été soumis à l'analyse ABOX-SC et leur contenu de radiocarbone 14 a été déterminé par spectrométrie de masse par accélérateur, à l'université nationale d'Australie. Avec cette nouvelle technique, les échantillons se sont avérés être âgés de 55 000 à 60 000 ans,.
Sítio do Meio est le deuxième abri sous roche le plus important de la région après Pedra Furada. Ses artéfacts sont majoritairement datés du tournant Pléistocène-Holocène. Les objets en pierre sont mieux conservés en raison de l'absence de cascades. Au moins 98 outils en pierre semblent plus vieux que 12 500 ans AP. Ils appartiennent à la phase Pléistocène supérieur de Pedra Furada 3.

#### Industrie lithique
Le préhistorien français Éric Boëda reprend les analyses des sites à partir de 2008. Il met au jour des couches stratigraphiques datant de 25 000 ans avant le présent, et trouve dans ces couches des galets similaires à ceux récoltés par la préhistorienne brésilienne Niède Guidon plusieurs années auparavant. Il confirme, grâce à la tracéologie, que les galets trouvés au pied des parois des peintures rupestres n'ont pas été fracturés à cause de phénomènes naturels ou par des singes, mais bien par l'homme. Dans l'épisode Les Premiers Américains du 18 janvier 2017, de la série documentaire Enquêtes archéologiques, l’archéologue Peter Eeckhout résume les interrogations de l'époque (à 4 min) : « Ces galets paraissent archaïques. Leurs tailles semblent rudimentaires, alors qu'à la même époque, ailleurs dans le monde, l'homme façonne des outils beaucoup plus élaborés ». Selon Éric Boëda, si ces galets ont un aspect rudimentaire, c'est parce que le quartz se trouvant dans la Serra da Capivara est plus fragile que le silex, et qu'il est donc plus difficile de le tailler. Dans la même émission (à 13:12 min), il ajoute que « les gens se sont adaptés à cette matière première. Avec du silex, vous pouvez sculpter votre matière. Ici, elle est limitée, la morphologie. Et donc, ils ont adapté leurs gestes et les fonctions aux matériaux ». Il remarque ensuite que les outils découverts n’ont pas pu être faits par des singes car ces derniers utilisent le poids de la matière première plutôt que de créer un tranchant. La création du tranchant est une spécificité de l’être humain. Pour lui, la nature n'aurait pas pu créer les enlèvements observés sur ces galets. Pour Eric Boëda, il y a bien eu une présence humaine en Amérique au moins 25 000 ans avant le présent. Son enquête a été publiée dans la revue Antiquity en 2014.
Dans le parc national de la Serra da Capivara, on peut aussi observer des primates sapajou à barbe, singes d'Amérique du Sud qui, tout comme les chimpanzés en Afrique et les macaques crabiers en Asie du Sud-Est... ont la particularité d'utiliser des outils de nature végétale ou de pierre.

### Art rupestre

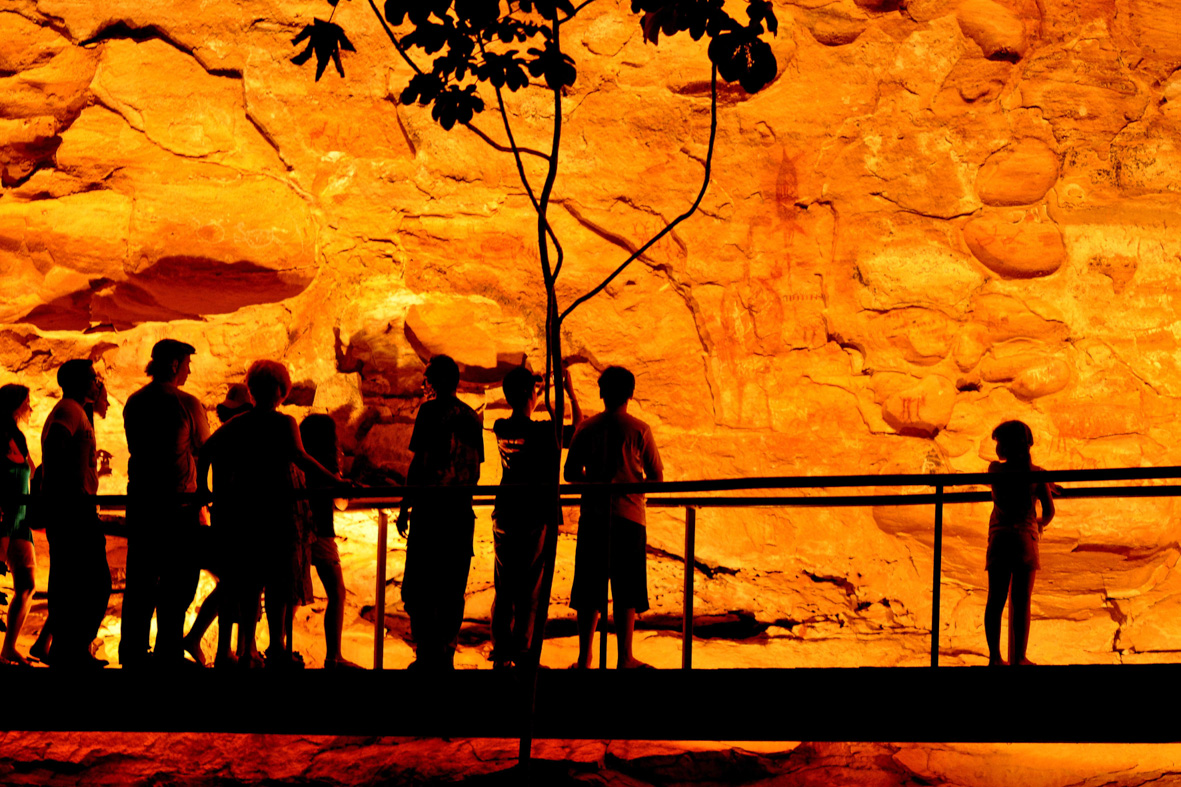
Touristes observant les peintures rupestres

Le parc national de la Serra da Capivara compte quelque 30 000 gravures et peintures rupestres, gravées sur des falaises rocheuses, parfois à plus de cent mètres de haut, ou peintes dans des abris sous roche. Ces œuvres d'art nous livrent des témoignages de la vie quotidienne des populations de cette époque : rituels, danses, chasses, animaux tels que le glyptodon ou tatou géant, qui se sont éteints au tournant de l'Holocène. Elles montrent également ce qui serait la peinture la plus ancienne d'un bateau dans le monde.
Les hommes ont utilisé la partie protégée des abris sous roche pour la représentation graphique de leurs traditions orales.

## La fondation brésilienne FUMDHAM
Le parc national de la Serra da Capivara est administré par la FUMDHAM – fondation du musée de l’Homme américain, de caractère privé, en partenariat avec l’IBAMA – Institut brésilien de l’environnement et des ressources naturelles renouvelables.
Dans la ville de São Raimundo Nonato, à quelques kilomètres, se situe le musée de l’Homme américain, qui propose une présentation des pièces trouvées au cours des fouilles archéologiques réalisées dans le parc. Depuis sa formation, la FUMDHAM est dirigée par l'archéologue brésilienne Niède Guidon.